# División de Honor femenina de balonmano 2003-04
La temporada 2003-04 de la Super Liga ABF es la 46.ª edición de la Liga ABF de balonmano femenino. El campeón fue el BM. Alsa Elda Prestigio.

## Sistema de competición
Esta temporada se aumenta con respecto a la temporada anterior a 14 equipos y consta de 26 jornadas. Juegan todos contra todos, a ida y vuelta y los dos últimos descendieron a la Primera División. Esta temporada, la competición se denomina oficialmente Super Liga ABF.

## Clasificación
| Pos. | Equipo                         | J  | G  | E | P  | GF  | GC  | Dif  | Pts |
| ---- | ------------------------------ | -- | -- | - | -- | --- | --- | ---- | --- |
| 1    | Bm. ALSA Elda Prestigio        | 26 | 24 | 0 | 2  | 740 | 571 | 169  | 48  |
| 2    | Mar Valencia El Osito L'Eliana | 26 | 21 | 1 | 4  | 844 | 587 | 257  | 43  |
| 3    | Ferrobus Mislata               | 26 | 19 | 4 | 3  | 763 | 581 | 182  | 42  |
| 4    | Akaba Bera Bera                | 26 | 16 | 4 | 6  | 690 | 553 | 137  | 36  |
| 5    | S.D. Itxako                    | 26 | 16 | 3 | 7  | 709 | 634 | 75   | 35  |
| 6    | Vicar Goya Almería Jarquil     | 26 | 16 | 2 | 8  | 641 | 573 | 68   | 34  |
| 7    | C.B. Mar de Alicante Urbana    | 26 | 13 | 4 | 9  | 670 | 667 | 3    | 30  |
| 8    | BM. Ro´Casa                    | 26 | 7  | 7 | 12 | 630 | 691 | -61  | 21  |
| 9    | BM. Alucine ALSER Sagunto      | 26 | 9  | 3 | 14 | 709 | 696 | 13   | 21  |
| 10   | Plusfresc U.E. Lleida          | 26 | 6  | 3 | 17 | 593 | 674 | -78  | 15  |
| 11   | BM. Transarmilla Iznalloz      | 26 | 6  | 0 | 20 | 563 | 764 | -201 | 12  |
| 12   | Valencia Villegas Maritim      | 26 | 4  | 3 | 19 | 585 | 741 | -456 | 11  |
| 13   | BM. Elche Mustang              | 26 | 4  | 2 | 20 | 538 | 697 | -459 | 10  |
| 14   | Juventud Leganés Royne         | 26 | 1  | 4 | 21 | 551 | 800 | -249 | 6   |

### Acceso a Europa, ascensos y descensos
Al finalizar la temporada se produce la fusión entre el El Osito L'Eliana y Alucine Alser Sagunto, pasando el club resultante, el Astroc Sagunto, a jugar en la máxima división desde Sagunto. Al quedar un hueco libre, la vacante la ocupa el Farho Gijón, repescado desde Primera División. 
Se clasifican para la Liga de Campeones el Bm. ALSA Elda Prestigio y el Mar Valencia El Osito L'Eliana. Para la Recopa se clasificará el Ferrobus Mislata al quedar campeón de la Copa de la Reina de esta temporada, mientras que, para la Copa EHF se clasifican el Akaba Bera Bera y la S.D. Itxako
Descienden el Balonmano Elche Mustang y el Juventud Leganés Royne.
Asciende desde División de Honor el León CLEBA y el Castelldefels.